# Уотсон, Томас Эдвард
Томас Эдвард Уотсон (англ. Thomas Edward Watson; 5 сентября 1856 — 26 сентября 1922) — американский политик, юрист, редактор газеты и писатель из Джорджии. В 1890-х годах Уотсон, будучи одним из лидеров Популистской партии, отстаивал интересы бедных фермеров и занимал аграрную политическую позицию, атакуя бизнес, банкиров, владельцев железных дорог, президента-демократа Гровера Кливленда и Демократическую партию. В 1896 году он был кандидатом на пост вице-президента вместе с демократом Уильямом Дженнингсом Брайаном от Популистской партии.
Уотсон был избран в Палату представителей США в 1890 году и смог провести законопроект о бесплатной доставке почты в сельскую местностей, который считается крупнейшим и самым дорогостоящим проектом Почтовой службы США. В политическом плане он был одним из лидеров левых сил в 1890-х годах, призывая бедных белых и чёрных к объединению против элиты. После 1900 года он перешёл к нативистским нападкам на чернокожих и католиков, а после 1914 года – на евреев. За два года до смерти он был избран в Сенат США и скончался при исполнении своих обязанностей.